# 植原星空
植原 星空（うえはら せら、2006年5月27日 - ）は、日本の女優。東京都出身。ソニー・ミュージックアーティスツ所属。血液型はA型。

## 出演

### 舞台
- THE NETHER (2019年10月11日-11月2日、東京グローブ座) - アイリス 役[注 1][2]

### 映画
- 累 -かさね- (2018年9月7日、東宝) - 西沢イチカ 役
- 糸（2020年8月21日、東宝） - 園田葵（中学時代）役[3]
- 耳をすませば（2022年10月14日、ソニー・ピクチャーズ・エンタテインメント / 松竹)
- 毒娘（2024年4月5日、クロックワークス）- 深瀬萌花 役[4][5][6]

### テレビ

#### ドラマ
- 火曜ドラマ「せいせいするほど、愛してる」 (2016年7月12日-9月20日、TBS) - 栗原未亜(幼少期)  役
- NHK大河ドラマ「おんな城主 直虎」 (2017年、NHK総合) - 徳姫 役
- 孤独のグルメ Season6 第9 話 （2017年6月10日、テレビ東京） - 家族客・姉 役
- 日曜劇場「99.9-刑事専門弁護士- SEASON II」 (2018年1月28日、TBS) - 第3話[7]
- ドラマ10「デイジー・ラック」 (2018年4月20日-6月22日、NHK総合) - 山城楓(幼少) 役[8]
- 火曜ドラマ「花のち晴れ〜花男 Next Season〜」 (2018年5月8日、TBS) - 第4話[9]
- ハケン占い師アタル (2019年3月14日、テレビ朝日) - 最終話 大久保日菜 役
- オリジナル短編ドラマ「Smile」 (2022年6月14日、TOKYO MX) - 岡安しおり 役[10]
- 祈りのカルテ 研修医の謎解き診察記録 第9話（2022年12月10日、日本テレビ） - 桐生鈴音 役[11]

#### 教養
- 子ども安全リアル・ストーリー「夜に出歩くと…」(2017年、E テレ)   - 伊織 役[12]
- u&i 「どうしたら上手くできる?」(2018年、E テレ)  - アイ 役[13][14]

### 劇場アニメ
- この世界の（さらにいくつもの）片隅に (2019年12月20日、東京テアトル)

### 吹き替え
- ブレイクスルー 奇跡の生還 (2019年、Amazon Prime Video)
- メリー・ポピンズ リターンズ (2019年2月1日、ウォルト・ディズニー・ジャパン) - アナベル・バンクス 役（ピクシー・デイヴィーズ）
- メン・イン・ブラック:インターナショナル (2019年6月14日、ソニー・ピクチャーズ エンタテインメント) - モリー 役
- シカゴ・メッド2 (2019年8月16日、NHK BSプレミアム) [注 2]
- 聖闘士星矢 The Beginning (2023年4月28日、東映) - パトリシア 役[15]

### ラジオ
- 青春アドベンチャー「斜陽の国のルスダン」 (2017年8月21日-8月25日、NHK FM)[16]
- 特集オーディオドラマ「春麻呂の夢」 (2018年1月6日、NHK FM)[17]
- 青春アドベンチャー「カーミラ」 (2018年3月5日-3月9日、NHK FM) [18]

### CM
- 日本ケンタッキー・フライド・チキン GWパック「GWはお家映画」篇 (2020年、日本ケンタッキー・フライド・チキン)